# 429-й мотострілецький полк (РФ)
429-й мотострілецький орденів Кутузова і Богдана Хмельницького полк імені Кубанського козацтва (429 МСП, в/ч 01860) — військове формування Сухопутних військ Російської Федерації. Перебуває у складі 19-ї мотострілецької дивізії. Дислокується місті Моздок (до 1995 — у місті Владикавказ).

## Історія
429-й мотострілецький полк веде історію від 315-го стрілецького полку 19-ї стрілецької дивізії.
У 1957 році 315-й стрілецький полк переформований на 429-й мотострілецький полк у складі 92-ї мотострілецької дивізії зі збереженням наступності, нагород, історичного формуляра, бойової слави та бойового прапора полку.
30 березня 1991 року полку присвоєно «імені Кубанського козацтва» і повне найменування стало звучати як 429-й мотострілецький орденів Кутузова і Богдана Хмельницького полк імені Кубанського козацтва.
У 1990-ті роки полк брав участь у Першій чеченській війні. Потім брав участь у відбитті нападу на Дагестан і у Другій чеченській війні, де брав участь у взятті населеного пункту Горагорського.
Полк брав участь у боях у Південній Осетії в ході війни на території Грузії у 2008 році, де втратив 1 убитим, 30 осіб пораненими, з яких двоє поранено безпосередньо в бою.
9 травня 2021 року парадний розрахунок полку брав участь у Параді Перемоги у Владикавказі.
29 грудня 2024 року бійці розрахунку FPV-підрозділу активних дій ГУР Kraken ліквідували начальника штабу батальйону Шторм. Осетія (штурмовий підрозділ в складі 429 мотострілецького полку ЗС РФ) Сергія Мельнікова (позивний Кама) та його водія на Запорізькому напрямку.

## Воїни, що відзначилися
- Чагін Олексій Михайлович — старший лейтенант, командир розвідувального взводу. Герой РФ.[2]

## Служили в полку
- Аркадій Бабченко, журналіст, письменник, воєнний кореспондент. Служив у полку зв'язківцем під час Першої чеченської війни.